# مروان البرغوثي
مروان البرغوثي (6 يونيو 1958-) هو سياسي فلسطيني بارز، وأحد الرموز القيادية الفلسطينية، أعتقل عدة مرات على أيدي قوات الاحتلال الإسرائيلي وفي العام1986 تم إبعاده عن أرض الوطن وعاد في العام 1994 ضمن إتفاقية أوسلو حيث انتخب نائبا للشهيد القائد فيصل الحسيني، وأمين سر حركة فتح في الضفة الغربية، وفي عام 1996 أنتخب عضوا في المجلس التشريعي لحركة فتح، وكان أصغر عضو فيه، لعب دورًا بارزًا خلال الانتفاضة الفلسطينية الثانية، وعلى إثر ذلك قبضت السلطات الإسرائيلية عليه في عام 2002، ويُعتبر أول عضو من اللجنة المركزية لحركة فتح، وأول نائب فلسطيني تعتقله سلطات الاحتلال وتحكم عليه بالسّجن المؤبد.

## نشأته
ولد مروان البرغوثي وكنيته "أبو القسام" في بلدة كوبر بمحافظة رام الله والبيرة، متزوج من المحامية فدوى البرغوثي، وهي ناشطة إجتماعية وتعمل في المنظمات النسائية وبرزت سياسيا وإعلاميا بعد أسر زوجها، وكانت أهلا للدفاع عنه وحمل رسالته في كافة الدول والمنصات والملتقيات.
أنهى البرغوثي دراسة الثانوية العامة من مدرسة الأمير حسن في بيرزيت أثناء فترة اعتقاله وإبعاده عن مقاعد الدراسة بسبب سجنه بتهمة المشاركة في مظاهرات مناهضة للاحتلال، وقد تمكن من تعلم اللغة العبرية ومبادئ في االلغتين الفرنسية والإنجليزية وتعزيز ثقافته خلال فترة السجن.

## حياته الأكاديمية
التحق بجامعة بيرزيت وحصل على شهادة البكالوريوس في التاريخ والعلوم السياسية، والماجستير في العلاقات الدولية، وعمل حتى اعتقاله مجددا في أبريل/نيسان 2002 محاضرا في جامعة القدس أبو ديس.
عام 2010 حصل على درجة الدكتوراه من قسم العزل الجماعي في سجن (هداريم) في العلوم السياسية من معهد البحوث والدراسات التابع لجامعة الدول العربية، إذ أنهى كتابة رسالته في سجن "هداريم" واقتضى إيصالها سرا خارج السجن نحو عام كامل بمساعدة محاميه.

## التجربة النضالية
انضم لصفوف حركة فتح وهو في عمر 15 عاما، وتعرض للإعتقال أول مرة وعمره 17 سنة (عام 1976) لمدة عامين بتهمة الانضمام للحركة، ثم أعيد اعتقاله في 1978 وأفرج عنه في مطلع 1983، ولم يلبث قليلا خارج السجن حتى اعتقل مرة أخرى وأطلق سراحه في العام نفسه.
وبعد إطلاق سراحه في 1983 ترأس مجلس الطلبة بجامعة بيرزيت، وانتخب رئيسا لمجلس الطلبة لثلاث سنوات متتالية، كما كان من أبرز مؤسسي حركة الشبيبة الفتحاوية التي تشكلت في مطلع الثمانينيات واعتبرت أول وأكبر منظمة جماهيرية تقام في الأراضي المحتلة حيث شكلت القاعدة الشعبية الأكثر تنظيماً وقوة ولعبت دوراً رئيساً في الانتفاضة الشعبية الكبرى، أعيد اعتقاله في مايو/أيار 1985 لمدة 50 يوما تعرض خلالها لتحقيق قاس، ثم فرضت عليه الإقامة الجبرية خلال العام نفسه قبل اعتقاله إداريا في أغسطس/آب.
في عام 1986، بدأ الاحتلال بمطاردته، وفي العام 1987 كان من أبرز القيادات للإنتفاضة الفلسطينية الاولى والعقل المدبر لها وقد تمكن جيش الاحتلال من القبض عليه وتم إبعاده الى الاردن بقرار من وزير الاحتلال الإسرائيلي آنذاك إسحاق رابين في إطار سياسة الإبعاد التي طالت العديد من القادة في الأراضي الفلسطينية.
عمل البرغوثي بعد إبعاده مباشرة إلى جانب القائد أبو جهاد الذي كلّفه بالمسؤولية والمتابعة في تنظيم الأراضي الفلسطينية، وعمل لفترة قصيرة مع أبو جهاد حتى استشهاده، ورافقه في آخر زيارة له إلى ليبيا حيث اُغتِيل بعد عودته بعدة أيام.
استمر البرغوثي في موقعه في المنفى عضوا في اللجنة العليا للانتفاضة في م. ت. ف التي تشكلت من ممثلي الفصائل خارج الأراضي الفلسطينية، وعمل في اللجنة القيادية لفتح (القطاع الغربي) وعمل مباشرة مع القيادة الموحدة للانتفاضة.
وفي عام 1989 وفي المؤتمر العام الخامس لحركة فتح انتخب البرغوثي عضوا في المجلس الثوري للحركة من بين 50 عضوا، وقد جرى انتخابه بشكل مباشر من مؤتمر الحركة الذي وصل عدد أعضائه إلى 1250 عضواً، وكان البرغوثي في ذلك الوقت العضو الأصغر سنا الذي ينتخب في هذا الموقع القيادي في حركة فتح.
في نيسان/أبريل عام 1994 عاد البرغوثي على رأس أول مجموعة من المبعدين إلى الأراضي المحتلة، وبعد ذلك بأسبوعين وفي أول اجتماع لقيادة فتح في الضفة الغربية وبرئاسة الراحل فيصل الحسيني تم انتخاب البرغوثي بالإجماع نائبا للحسيني وأمين سر للحركة في الضفة الغربية ليبدأ مرحلة جديدة من العمل التنظيمي والنضالي. إذ بادر البرغوثي على إعادة تنظيم حركة فتح في الضفة الغربية والتي كانت قد تعرضت لضربات شديدة من قبل الاحتلال وشهدت حالة من التشتت والانقسام، ونجح في إعادة تنظيم الحركة من جديد في فلسطين في شهر واحد رغم المعارضة الشديدة التي جوبه بها من قبل اللجنة المركزية، حيث انطلقت مسيرة عقد المؤتمرات في داخل الحركة في الضفة الغربية وقطاع غزة على مستوى الأقاليم والمناطق وانشغل البرغوثي لعدة سنوات في هذا الأمر حيث عقد أكثر من 150 مؤتمراً في الضفة الغربية والتي شارك فيها عشرات الآلاف من الأعضاء، وانتخبوا هيئات قيادية جديدة.
كان البرغوثي يعتقد أن هذه المؤتمرات يجب أن تكون مقدمة لعقد المؤتمر العام السادس للحركة الذي كان يرى فيه ضرورة تعزيز وتكريس الديمقراطية في الحركة.
اُنتخب عضوًا في المجلس التشريعي الفلسطيني بعد الانتخابات العامة الفلسطينية عام 1996 حيث حصل على 12,716 صوتًا في دائرة محافظة رام الله والبيرة ممثلًا عن حركة فتح.

صورة للبرغوثي مطبوعة على الجدار الفاصل في الضفة الغربية.

ترأس البرغوثي كذلك، أول صداقة برلمانية فرنسية - فلسطينية وقد عمل على تعزيز العلاقات الفرنسية الفلسطينية من خلال العديد من النشاطات والزيارات المتبادلة.
وقد حرص البرغوثي في إطار عمله في المجلس على ممارسة دور النائب الملتزم بقضايا الجمهور، حيث كان له دور في المجلس وفي لجانه المختلفة، كما أنه كان عضوا في لجنة التحقيق في الفساد والتي انبثقت عن المجلس التشريعي عام 97 كما أنه عمل في التجمعات السكنية المختلفة من خلال عقد الاجتماعات والندوات في القرى والمخيمات ومع المجالس البلدية والهيئات المختلفة والجمعيات المختلفة، كذلك ساعد عشرات التجمعات في مشاريع البنية التحتية حيث أولى اهتماما خاصا لهذه المشاريع لا سيما المدارس بما في ذلك مدارس الإناث، ومن خلال عمله في المجلس شارك في عدد كبير من المؤتمرات البرلمانية والندوات الدولية والنشاطات السياسية المختلفة في العديد من دول العالم.
تعرض البرغوثي إلى أكثر من محاولة اغتيال ونجا منها وفي إحداها أطلقت عليه وعلى مساعديه صواريخ موجهة، كما تم إرسال سيارة ملغومة له خصيصاً. وعند اختطافه قال شارون «أنه يتأسف لإلقاء القبض عليه حياً وكان يفضل إن يكون رمادًا في جره»، أما شاؤول موفاز، وزير دفاع إسرائيل، فقد علق على اختطاف البرغوثي بالقول «إن اعتقال البرغوثي هو هدية عيد الاستقلال التي يقدمها الجيش للشعب الإسرائيلي وأن اعتقاله ضربة قاتلة للانتفاضة». الياكيم روبنشتاين المستشار القانوني للحكومة قال «إن البرغوثي مهندس إرهابي من الدرجة الأولى وقد راجعت ملفاته طوال ثلاثين عاما ووجدت أنه من النوع الذي لا يتراجع ولذلك يتوجب إن يحاكم بلا رحمة وإن يبقى في السجن حتى موته».
وبتاريخ 20/5/2004 عقدت المحكمة المركزية في تل أبيب جلستها لإدانة مروان البرغوثي، حيث كان القرار بإدانته بخمسة تهم بالمسؤولية العامة لكونه أمين سر حركة فتح في الضفة، وبكون كتائب شهداء الأقصى تابعة لفتح فأن أي عمل عسكري قامت به يتحمل البرغوثي مسؤوليته. وقد طالب الادعاء العام بإنزال أقصى العقوبة بحق البرغوثي وطالب بحكمة بخمسة مؤبدات وأربعون عامًا.
عُقدت الجلسة الأخيرة لمحاكمة مروان البرغوثي في السادس من حزيران 2004، في المحكمة المركزية بتل أبيب وأصدرت حكمها عليه بالسجن خمسة مؤبدات وأربعون عاما وهي العقوبة القصوى التي طالب بها الادعاء العام. ورد البرغوثي في جلسة المحكمة مخاطبا القضاة «إنكم في إصداركم هذا الحكم غير القانوني ترتكبون جريمة حرب تماما مثل طياري الجيش الإسرائيلي الذين يلقون القنابل على المواطنين الفلسطينيين تماشيا مع قرارات الاحتلال». وأضاف البرغوثي «إذا كان ثمن حرية شعبي فقدان حريتي، فأنا مستعد لدفع هذا الثمن».
خلال سنوات اعتقاله الماضية، ساهم في نجاح «اتفاق القاهرة» بين الفصائل الفلسطينية، والذي قاد إلى مشاركة معظم الفصائل في انتخابات المجالس البلدية وانتخابات المجلس التشريعي الفلسطيني الثانية 1/2006، والاتفاق على تفعيل منظمة التحرير الفلسطينية وترتيب البيت الداخلي الفلسطيني. كما كان بشكل دائم يدعو إلى إصلاح حركة فتح وديموقراطيتها ونبذ سياسة الإقصاء والتغييب دافعًا باتجاه عقد المؤتمر السادس لحركة فتح لانتخاب قيادة جديدة للحركة وإبعاد رموز الفساد، هذا المؤتمر الذي لا زال يلقى معارضة ومماطلة من اللجنة المركزية للحركة.
ترأس مروان البرغوثي القائمة الموحدة لحركة فتح في الانتخابات التشريعية الفلسطينية الثانية، في التاسع من أيار 2006 وقع البرغوثي نيابة عن حركة فتح وثيقة الوفاق الوطني الصادرة عن القادة الأسرى في سجون الاحتلال، وقد تبنت منظمة التحرير الفلسطينية هذه الوثيقة باعتبارها أساسا لمؤتمر الوفاق الوطني، كما قرر الرئيس عباس طرح هذه الوثيقة للاستفتاء الشعبي في حال فشلت الفصائل الوطنية والإسلامية على الاتفاق على برنامج سياسي موحد خلال فترة انعقاد المؤتمر. وقعت كافة فصائل المقاومة الفلسطينية على الوثيقة باستثناء حركة الجهاد الإسلامي التي تحفظت على بعض البنود.

## الانتفاضة الثانية
نشط البرغوثي في الانتفاضة الثانية (انتفاضة الأقصى) كما فعل في الانتفاضة الأولى وزادت من شعبية الرجل في الأوساط الفلسطينية، آخر منصب كان يشغله البرغوثي هو الأمين العام لحركة فتح في الضفة الغربية، وقامت إسرائيل بمحاولة لتصفيته جسديا ولكن المحاولة لم تكن ناجحة، وفي 15 أبريل 2002، ألقت السلطات الإسرائيلية القبض عليه في منزله، بعد اعتقال ابن عمه وقدمته لمحكمة التي بدورها أدانته بتهم القتل والشروع بالقتل وحُكم عليه بالسجن المؤبد 5 مرات.

### إخراجه من المشهد السياسي ومحاكمته
في أغسطس 2001، قامت إسرائيل بمحاولة إغتيال بالكاد نجا منها البرغوثي، بينما علقت إسرائيل بأنها لم تكن تستهدف البرغوثي، ولاحقا تم اختطافه في 2002 من منزله في الضفة الغربية المحتلة، تم تعذيب البرغوثي، ونسبت إليه "إعترافات تدين ياسر عرفات" على حد تعبير إسرائيل. تبعها إدانة الإحتلال البرغوثي بالقتل في محاكمة عام 2004 ، ولم يقتصر الأمر على الظروف التي قادت إلى المحاكمة، لكن سير المحاكمة كان أيضا مليئا بالإشكاليات القانونية. فتمت محاكمة في محكمة في تل أبيب، في خرق لإتفاقية جنيف بخصوص النقل القسري للسكان، وتجاهلت إسرائيل حصانته البرلمانية بصفته عضوا منتخبا في المجلس التشريعي الفلسطيني وقال برلمانيون فلسطينيون آنذاك أن محاكمته هي محاكمة سياسية، وتم إتهامه بتورطه ب37 محاولة وهجوم على إسرائيل في الإنتفاضة الثانية، رفض البرغوثي الإعتراف بشرعية المحكمة، كما أن القضاة عبروا عن مواقف تدينه في اللحظات الأولى من المحاكمة.
أصدر الاتحاد البرلماني الدولي تقريرا نص فيه أن "الخروقات العديدة للقانون الدولي تجعل من المستحيل الخلوص إلى أن برغوثي قد حصل على محاكمة عادلة"، وفي تلك المحاكمة، استدعي المئات ليشهدوا ضد برغوثي ولم يكن بينهم سوى 21 بشهادات ذات علاقة بدوره في التهم المنسوبة إليه، لم يتهمه أي منهم بتورطه بتلك الهجمات، بل أن 12 منهم قالوا للمحكمة بأنه لم يكن متورطا! وحتى المحكمة ذاتها برئته من علاقته ب33 من الهجمات المنسوبة إليه بسبب غياب الأدلة، إلا أنها قررت إدانته بخمس تهم بالقتل وحكم عليه بخمسة مؤبدات.
في النصف الأول من مايو 2024، وفي خضم المفاوضات بين إسرائيل وحماس لتبادل الأسرى، سعت شخصيات متنفذة في أجهزة السلطة الفلسطينية بقيادة فتح في الضفة الغربية إلى عدم شمول البرغوثي في صفقات تبادل الأسرى وطلبت من إسرائيل إستثناءه.

## حياته
حاصل على درجة البكالوريوس في التاريخ والعلوم السياسية ودرجة الماجستير في العلاقات الدولية وعمل حتى اعتقاله محاضرا في جامعة القدس في أبو ديس، متزوج من المحامية الفلسطينية فدوى البرغوثي والتي تعمل منذ سنوات طويلة في المجال الاجتماعي وفي مجال المنظمات النسائية، ألا أنها برزت كوجه سياسي وإعلامي بعد اختطاف زوجها من قبل الإسرائيليين حيث تمكنت من الدفاع عن زوجها وحمل رسالته في كافة الدول وفي وسائل الإعلام المختلفة، ولهذا الغرض فقد تجولت في أكثر من 20 بلدا متحدثة عن الانتفاضة والمقاومة ممثلة بذلك صوت زوجها.
وللبرغوثي ولزوجته أربعة أبناء بنت وثلاثة أولاد قسام الإبن الأكبر، ربى، شرف، وعرب، وقد أنهوا كلهم دراستهم الجامعية ويقوم شرف بدراسة الماجستير في بريطانيا.
تكرر اعتقال ابنه الأكبر قسام أكثر من مرة في الآونة الأخيرة، المرة الأولى عندما قرر مروان ترشحه للرئاسة ومرة أخرى عندما رفضت حماس الإفراج عن الجندي الإسرائيلي المأسور لديها في حالة استمرار رفض إسرائيل الإفراج عن مروان. وما يزال مروان البرغوثي يقبع بزنازين العزل حتى اليوم ولم يذكر سبب عدم وجود اسمه في قائمة التبادل بين حماس وإسرائيل وقد أنهى عامه الثامن عشر منذ تاريخ اعتقاله، وبدعوى تحريضه على اندلاع انتفاضة ثالثة في الضفة الغربية، تنتهج مصلحة السجون الإسرائيلية منذ بداية العام 2024 سياسة نقل الأسير مروان البرغوثي من سجن إلى آخر، وحبسه في زنازين منفردة، وباتت حياته في خطر، بحسب زوجته، إثر إصابته بجروح في إحدى عينيه بعد تعرضه للضرب الوحشي من قوات القمع الإسرائيلية.
في العام 2010 حصل البرغوثي على شهادة الدكتوراه في العلوم السياسية من معهد البحوث والدراسات التابع لجامعة الدول العربية وحملت رسالة الدكتوراه عنوان «الأداء التشريعي والسياسي للمجلس التشريعي الفلسطيني ومساهمته في العملية الديمقراطية في فلسطين من 1996 إلى 2006»، وقد كتب البرغوثي رسالته في سجن هداريم واقتضى إيصالها إلى خارج السجن سرّا نحو عام كامل عبر محامية.

## مؤلفاته
من مؤلفاته:
- كتاب «الوعد»
- كتاب «مقاومة الاعتقال»
- كتاب «ألف يوم في زنزانة العزل الانفرادي»، تقديم زاهي وهبي، وصدر عن الدار العربية للعلوم ناشرون عام 2011.[17]

## وصلات خارجية
- مروان البرغوثي على موقع مونزينجر (الألمانية)